# Arenaria tumengelaensis
Arenaria tumengelaensis är en nejlikväxtart som beskrevs av Li Hua Zhou. Arenaria tumengelaensis ingår i släktet narvar, och familjen nejlikväxter. Inga underarter finns listade i Catalogue of Life.